# Santurce (Santa Fé)
Santurce é uma comuna da Argentina localizada no departamento de San Cristóbal, província de Santa Fé.